# 톰 만

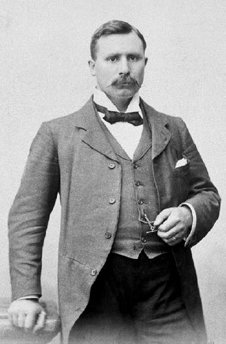

토머스 "톰" 만(영어: Thomas "Tom" Mann, 1856년 4월 15일 - 1941년 3월 13일)은 잉글랜드의 노동조합 운동가다. 영국 노동운동 초창기의 중요 지도자이자 선구자였던 것으로 평가받는다.